# Maria Parol
Maria Parol z domu Kosińska (ur. 31 stycznia 1911 w Horodence, zm. 7 listopada 1986 w Londynie) – podporucznik Wojska Polskiego, działaczka społeczna i polityczna na emigracji.

## Życiorys
Urodziła się jako Maria Kosińska 31 stycznia 1911 w Horodence. Ukończyła studia na Wydziale Prawa Uniwersytetu Jana Kazimierza we Lwowie z tytułem magistra. Podczas Po wybuchu II wojny światowej i agresji ZSRR na Polskę z 17 września 1939 została aresztowana przez sowietów, wywieziona w głąb ZSRR i przebywała w łagrach. Po odzyskaniu wolności służyła w stopniu podporucznika Pomocniczej Wojskowej Służbie Kobiet (PWSK). W szeregach Polskich Sił Zbrojnych uczestniczyła w kampanii włoskiej w 1944. 
Po wojnie pozostała na emigracji w Wielkiej Brytanii. Początkowo przebywała na farmie w Walii, potem przeniosła się do Londynu, gdzie była zaangażowana w życiu społecznym i politycznym. Zasiadała w Radzie Narodowej Rzeczypospolitej Polskiej z ramienia Niezależnej Grupy Społecznej. Była wiceprzewodniczącą Zjednoczenia Polskiego. Pełniła funkcję generalnego sekretarza Związku Rolników Polskich. Kierowała sekcją imprez w zarządzie Koła Kobiet Żołnierzy PSZ.

## Odznaczenia
- Krzyż Kawalerski Orderu Odrodzenia Polski (29 maja 1979)[3]
- Złoty Krzyż Zasługi (1973)[4]